# Ade Trindade
Adelino Trindade Coelho Manek de Oliveira Reis (* 2. Juni 1995 in Baucau, Osttimor), auch in der Schreibweise Adelino Trindade oder kurz Ade bekannt, ist ein osttimoresischer Fußballspieler auf der Position des Rechtsverteidigers. Er ist ehemaliger osttimoresischer Fußballnationalspieler und aktuell für Karketu Dili aktiv. 

## Karriere

### Verein
Trindade begann seine Profikarriere im Jahr 2010 im Verein AD Baucau in der damals erstklassigen Digicel League. Für den Verein blieb er bis 2012 aktiv, konnte jedoch keine Erfolge verzeichnen. 2012 wechselte er zum Hauptstadtklub Dili United, doch auch hier sollten die Erfolge ausbleiben. Nach 4 Jahren wechselte er zum Stadtrivalen AS Ponta Leste in die erstklassige Liga Futebol Amadora. Hier gewann er in seiner Debütsaison das Double aus Nationalen Pokal und Supercup. In der Saison 2017 wurde er mit den Verein osttimoresischer Vizemeister. In seiner letzten Saison für Ponta Leste, erreichte er mit der Mannschaft den 4. Platz in der Meisterschaft. Im Januar 2019 schloss er sich den Ligakonkurrenten Karketu Dili an. Hier gewann er in der Saison 2021 seinen ersten osttimoresischen Meisterschaftstitel.

### Nationalmannschaft
Sein Debüt für die osttimoresische Fußballnationalmannschaft gab Trindade am 21. November 2010 im Freundschaftsspiel gegen die Auswahl von Indonesien. In seinen zweiten Länderspiel, am 5. Oktober 2012, erzielte er beim 1:5-Sieg gegen die Mannschaft von Kambodscha 2 Tore. Es war der erste Sieg der osttimoresischen A-Nationalmannschaft überhaupt. Er nahm an Qualifikationsspielen zur Fußball-Weltmeisterschaft 2018 und der Südostasienmeisterschaft (2012, 2014, 2016) teil, konnte jedoch keine nennenswerten Erfolge erzielen. In der Qualifikation zur Asienmeisterschaft 2019 scheiterte er mit der Mannschaft in den Playoffs gegen die Auswahl von Malaysia mit 6:0 nach Hin- und Rückspiel. Auch die zweite Runde der Playoffs gegen die Mannschaft aus Taiwan verlor er mit den Gesamtergebnis von 2:4. Seinen bisher letzten Einsatz im Trikot der Nationalelf absolvierte er am 21. November 2018 gegen die Mannschaft aus Singapur.

### Erfolge
Verein
- Osttimoresischer Meister: 2021
- Osttimoresischer Pokal: 2016
- Osttimoresischer Supercup: 2016